# Myloplus ternetzi
Myloplus ternetzi es una especie de pez de la familia Serrasalmidae en el orden de los Characiformes.

## Morfología
Los machos pueden llegar alcanzar los 23,1 cm de longitud total.

## Hábitat
Vive en zonas de clima tropical entre 20 °C - 25 °C de temperatura.

## Distribución geográfica
Se encuentran en Sudamérica: ríos de las Guayanas.